# Jaén villamosvonal-hálózata
Jaén villamosvonal-hálózata (spanyol nyelven: Tranvía de Jaén) egy egy vonalból álló 1435 mm-es nyomtávolságú modern villamoshálózat volt Spanyolországban, Jaén városában. A villamosüzem 2009 és 2011 között épült, de csak nagyon röviden üzemelt személyszállítás céljából. Soha nem nyitották meg teljesen a szolgáltatást, és most már valószínűleg nem is nyílik meg soha.

## Története
A munka 2009-ben kezdődött, öt alacsonypadlós Alstom Citadis 302 sorozatú villamost szereztek be. A villamosüzemet 2011. május 2-án ünnepélyesen megnyitották és a korlátozottan ingyenes próbaüzemet 2011. május 3-án kezdtek meg. Ez a szolgáltatás azonban csak alig több, mint két hétig működött, majd felfüggesztették "a versengő buszjáratok visszavonásáról szóló politikai vita miatt"  és a vonal üzemeltetéséhez szükséges pénzeszközök biztosításának szükségessége miatt.
Az új vonalot 2012-ig továbbra is fenntartották, majd 2013 elején a villamost birtokló városi kormány bejelentette, hogy a teljes rendszert (a vonalat és a villamosokat) aukción kívánja eladni, mert nincs pénze a működtetéséhez. A 2012-es éves pénzügyi ellenőrzés rámutatott, hogy a villamos nem fog annyi bevételt generálni, mint azt eredetileg tervezték, és az ebből adódó, sokkal nagyobb működési támogatás iránti igény meghaladta a város lehetőségeit. A város reméli, hogy talál egy magánvállalatot, amely hajlandó működtetni a vonalat, de van esély arra is, hogy a rendszert elbontják. 2017 januárjában a vonal még továbbra sem üzemelt.

## Képek

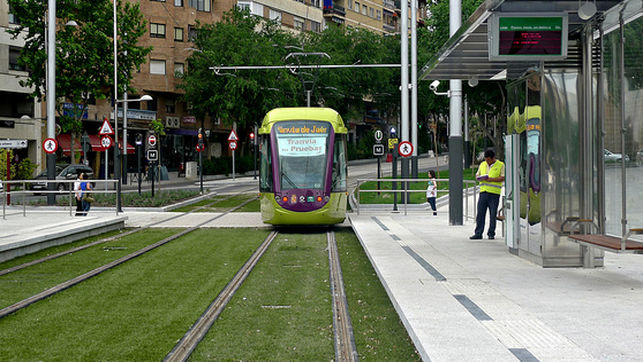
Füvesített villamospálya
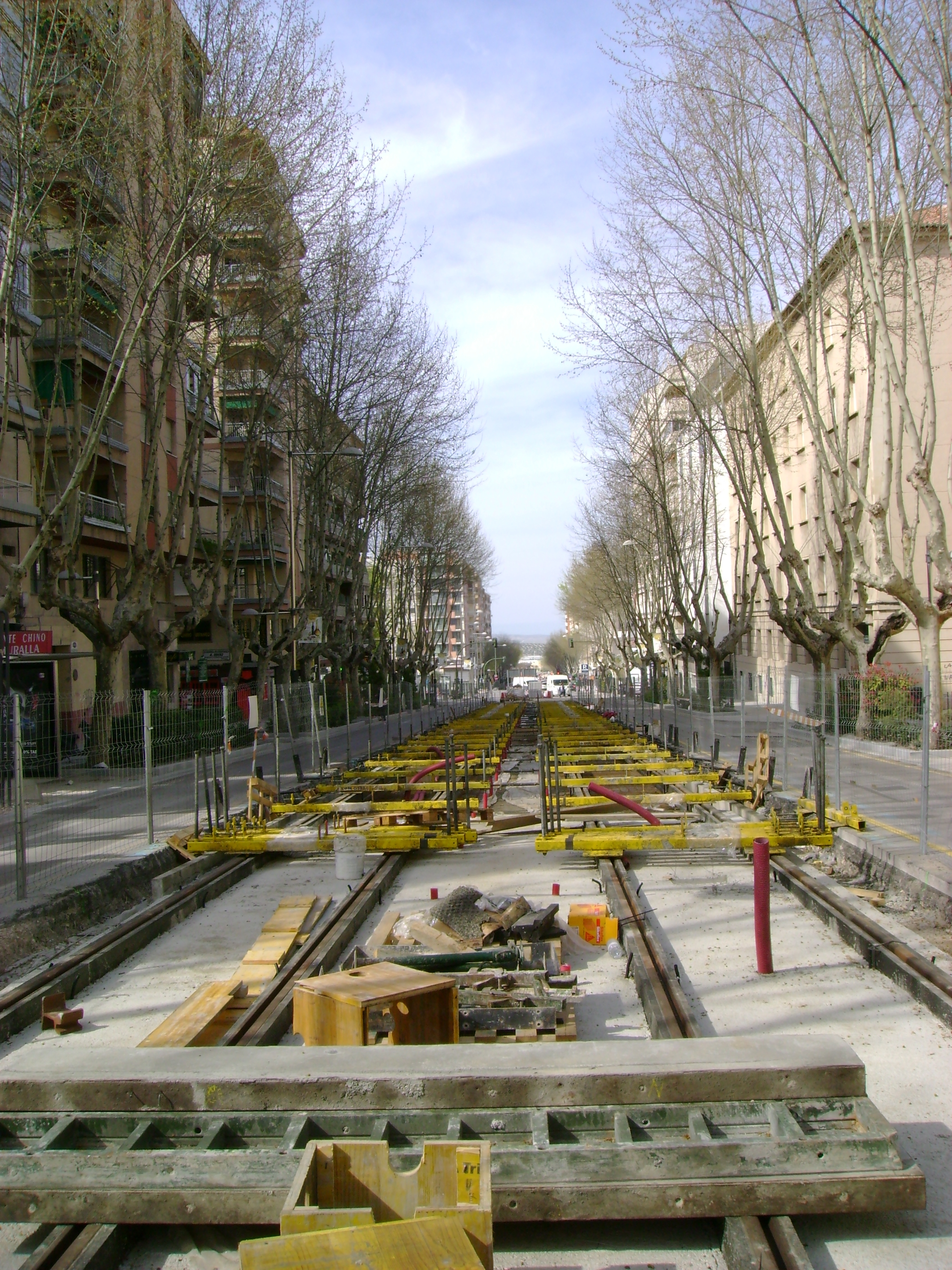
Az épülő pálya
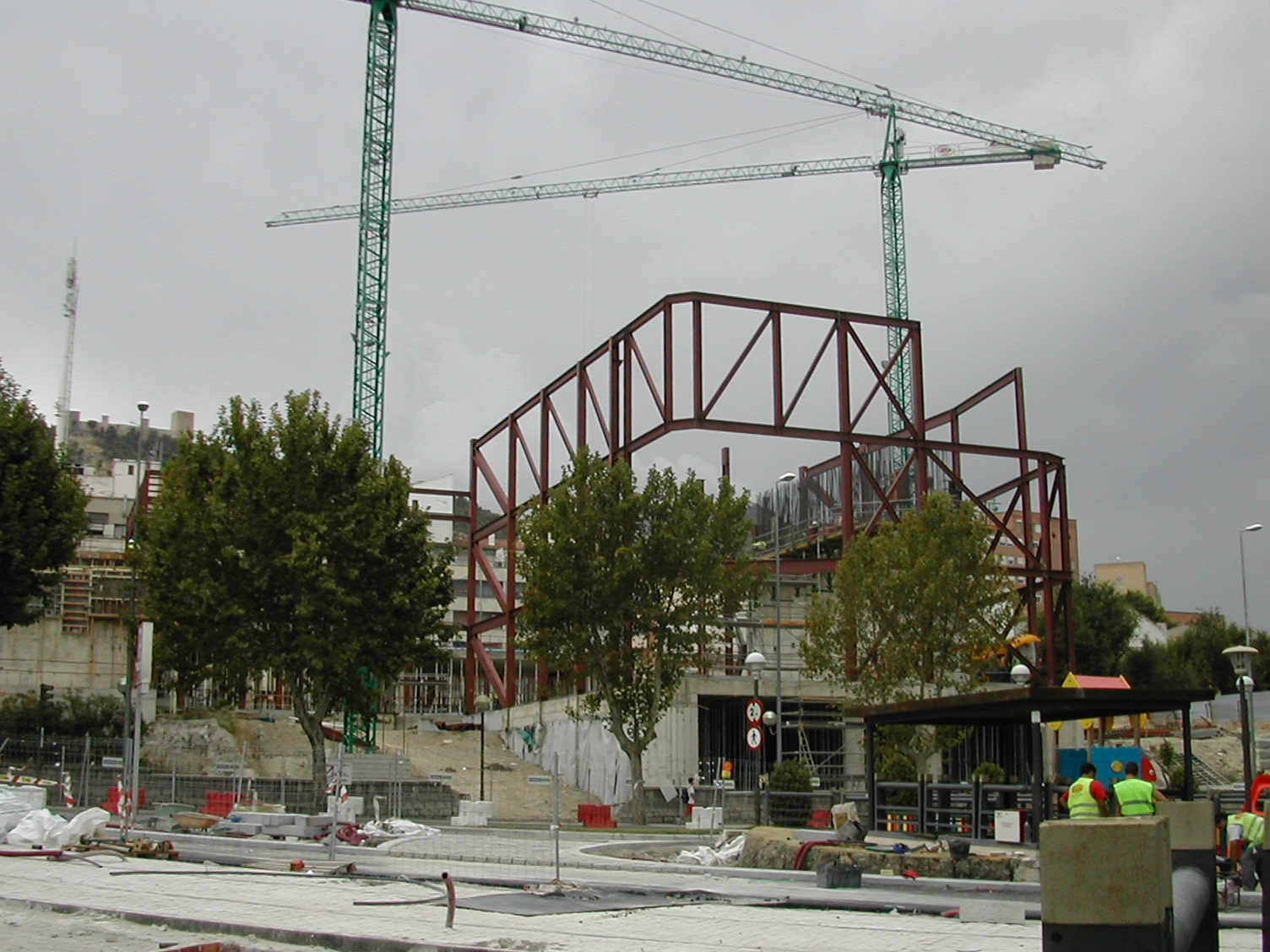
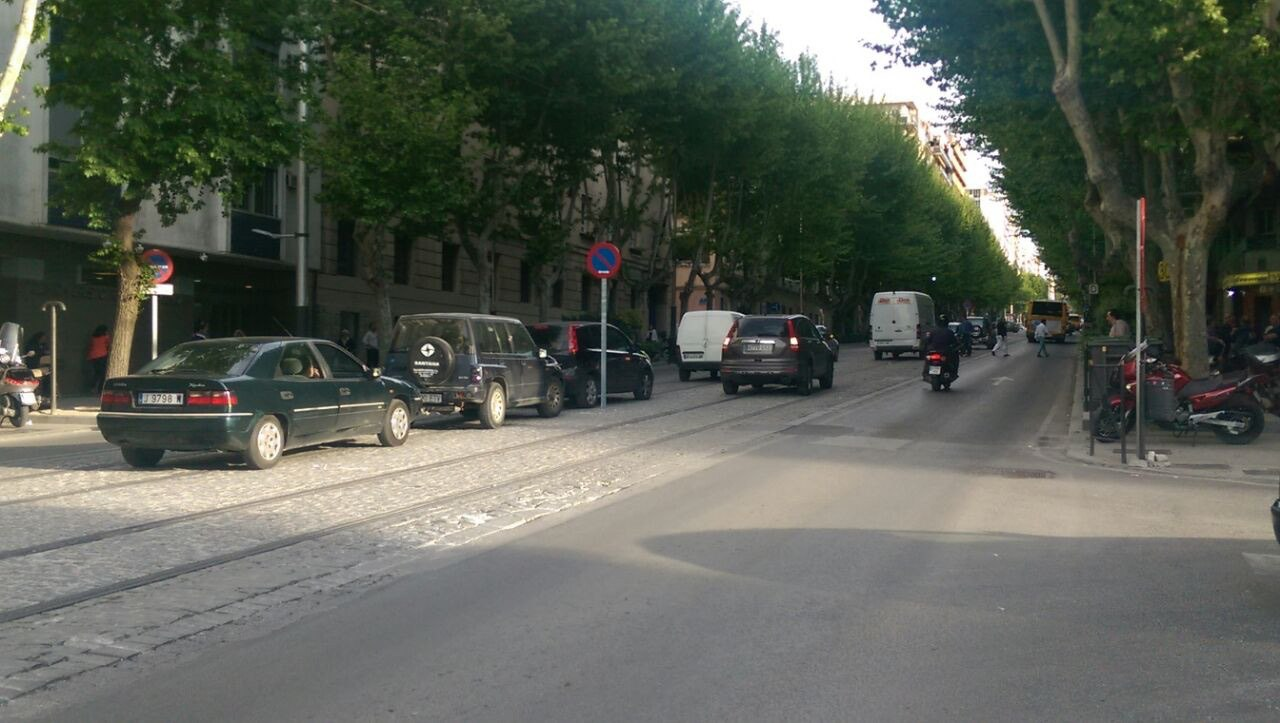
A már elkészült villamospálya